# Vangelis Mantzaris
Evangelos „Vangelis“ Mantzaris (griechisch Ευάγγελος „Βαγγέλης“ Μάντζαρης, * 16. April 1990 in Peristeri) ist ein griechischer Basketballspieler, der bei einer Körpergröße von 1,95 m auf den Positionen des Point Guards bzw. des Shooting Guards eingesetzt werden kann.

## Karriere
|         |        |              |  |  |
| Saison  | Spiele | Team         |  |  |
| 2007/08 | 0-     | GS Peristeri |  |  |
| 2008/09 | 0-     | GS Peristeri |  |  |
| 2009/10 | 022    | GS Peristeri |  |  |
| 2010/11 | 028    | Olympiakos   |  |  |
| 2011/12 | 029    | Olympiakos   |  |  |
| 2012/13 | 014    | Olympiakos   |  |  |
| 2013/14 | 035    | Olympiakos   |  |  |
| 2014/15 | 034    | Olympiakos   |  |  |
| 2015/16 | 034    | Olympiakos   |  |  |
| 2016/17 | 032    | Olympiakos   |  |  |

### Auf Vereinsebene
Sein Basketballspiel präzisierte Mantzaris in den Jugendabteilungen des GS Peristeri und wurde zur Saison 2007/08 in deren Profiteam berufen, nachdem das Team in die A2 Ethniki, der zweiten griechischen Basketballliga, aufgestiegen war. Bereits zur Folgesaison 2008/09 sicherte sich der GS Peristeri den Aufstieg ins Oberhaus und kehrte nach vierjähriger Abstinenz zurück in die A1 Ethniki. Der damals nun 19-jährige Mantzaris wurde in seinem ersten Jahr in der höchsten Spielklasse Griechenlands in 22 von möglichen 26 Spielen eingesetzt, bekam zunächst aber nur wenig Spielzeit. Erfolgreicher für ihn wurde die folgende Saison 2010/11. Mantzaris, der inzwischen sein Spiel weiterentwickelt hatte, kam in allen Ligaspielen zum Einsatz und bekam von seinem Trainer auch wesentlich mehr Einsatzzeit pro Spiel. Mit dem siebten Rang in der Hauptrunde gelang dem GS Peristeri auch der Einzug in die Playoffs. Die Mannschaft unterlag aber in der ersten Runde dem späteren Meister Panathinaikos Athen mit 2:0 Spielen. Somit kam Mantzaris in 28 Spielen, mit 88 von 210 verwandelten Punktewürfen, auf insgesamt 240 Punkte.
Die Fähigkeiten des Guards waren auch den Talentsuchern nicht entgangen, welche ihn seit seinen erfolgreichen Auftritten in diversen Juniorennationalmannschaften auf ihren Listen führten. Am 6. September 2011 gab Olympiakos Piräus bekannt, das junge Talent verpflichtet zu haben. Dort traf Mantzaris unter anderem auf seine Nationalmannschaftskollegen Kostas Sloukas und Kostas Papanikolaou.  Sein erstes Ligaspiel im Dress der "Rotweißen" bestritt Mantzaris am 24. Oktober 2011 gegen PAOK Saloniki, welches das Team aus Piräus mit 65:52 Punkten gewann. In der Saison 2011/12 wurde Mantzaris in 29 Spielen eingesetzt und erspielte dabei 119 Punkte. Für Olympiakos war jene Saison eine sehr erfolgreiche. Der Mannschaft, um die jungen Talente, gelang es nicht nur den griechischen Meister zu stellen, sondern zog auch in die Final Four der EuroLeague, des höchstdotierten Wettbewerbs für Vereinsmannschaften des europäischen Basketballs, ein. Als Außenseiter gehandelt, traf man im zweiten Halbfinale auf den zweimaligen Euroleague-Sieger FC Barcelona, den man mit 68:64 Punkten bezwingen konnte. Ein rein griechisches Finale wurde bereits im Vorfeld durch ZSKA Moskau verhindert. Der russische Verein bezwang im ersten Halbfinale den amtierenden Titelträger Panathinaikos mit 66:64 Punkten. Im Finale vor 15 500 Zuschauer lag Olympiakos zur Halbzeit mit 14 Punkten (20:34) zurück. Durch eine couragierte Aufholjagd in der zweiten Hälfte des Spiels drehten die Griechen das Ergebnis und bezwangen den russischen Meister mit 63:62 Punkten.
Auch 2012/13 dominierte Olympiakos sowohl die griechische Basketball-Liga als auch die Euroleague. Ihre erste und einzige Niederlage in der Hauptrunde der Basket League musste Olympiakos am 27. Januar 2013 hinnehmen. Im Auswärtsspiel gegen PAOK Saloniki verlor die Mannschaft aus Piräus mit 71:76 Punkten.  Bei diesem Spiel verletzte sich Mantzaris schwer am rechten Knie und fiel für die komplette Saison in allen Wettbewerben aus. Somit feierte er die Vizemeisterschaft sowie die Verteidigung der Euroleaguetrophäe nur als Zuschauer. Zur Saison 2013/14 kehrte der Guard wieder zurück aufs Parkett und absolvierte 35 von möglichen 36 Ligaspielen. Wie bereits im Vorjahr unterlag Olympiakos im Finale der Playoffs um die griechische Meisterschaft ihrem Erzrivalen Panathinaikos mit 2:3 Spielen. In der Euroleague scheiterte der Klub im Viertelfinale an Real Madrid.
Real Madrid sollte auch der Verein sein, der das Double für Mantzaris zur Saison 2014/15 verhinderte. Zwar sicherte sich Olympiakos die griechische Meisterschaft, unterlag aber im Finale der Euroleague den spanischen Gastgebern und Hausherren, in der Neuauflage des Finales von 2012/13, mit 59:78 Punkten. Einen weiteren persönlichen Moment gegen Real Madrid erlebte Mantzaris zur Saison 2015/16 als er am 25. März 2016 im Zwischenrundenspiel der EuroLeague beim 99:84 Punktesieg von Olympiakos über Madrid mit 19 Punkten persönlichen Bestwert in der Euroleague feiern konnte. In derselben Saison erspielte er sich mit Olympiakos seine dritte nationale Meisterschaft.
Am 8. Oktober 2016, dem ersten Spieltag der Saison 2016/17, absolvierte Mantzaris sein 197. Spiel in der Basket League und verwandelte dabei seinen 200. Drei Punktewurf. Die Marke von 500 gegebenen Assists durchbrach er am 22. Januar 2017 beim Spiel gegen Koroivos Amaliadas als er mit vier Assists auf nun insgesamt 501 kam. In der EuroLeague erspielte er sich zuvor am 11. November 2016 ein weiteres Mal 19 Punkte Bestwert im Gruppenspiel gegen Galatasaray Odeabank Istanbul.

### Nationalmannschaft
Mantzaris durchlief sämtliche Jugend-Nationalmannschaften Griechenlands. So gewann er unter anderem mit der griechischen U-18-Auswahl bei der Europameisterschaft 2008 die Goldmedaille. Im Finale traf das griechische Team auf die litauische Auswahl, welche es mit 57:50 Punkten besiegen konnte.
Bei der 2009 ausgetragenen U-19-Basketball-Weltmeisterschaft in Neuseeland erreichte die griechische Auswahl um Mantzaris ebenfalls das Finale. Sie unterlag in Auckland aber den US-Amerikanern mit 88:80 Punkten.
Ebenfalls nahm der Grieche auch an der U-20 Europameisterschaft 2009 statt. Im Finale besiegten die Griechen die französische Auswahl mit 90:85 Punkten.
Zur erneuten Auflage selbigen Finales kam es auch bei der Europameisterschaft 2010. Erneut trafen die U-20-Auswahlen Griechenlands und Frankreichs aufeinander. Diesmal setzten sich die Franzosen mit 73:62 Punkten durch.
Für den A Kader nahm er an der Weltmeisterschaft 2014 und der Europameisterschaft 2015 teil.

## Trivia
Zusammen mit seinem älteren Bruder Antonis, ist Vangelis Mantzaris Betreiber einer Kafeteria in der Gemeinde Peristeri.

## Erfolge
| - Griechischer Meister: 2012, 2015, 2016 - EuroLeague: 2012, 2013 - Intercontinental Cup: 2013 | - Erster Platz beim Albert-Schweitzer-Turnier 2008 - U18-Europameister: 2008 - U20-Europameister: 2009 - U19-Vizeweltmeister: 2009 - U20-Vizeeuropameister: 2010 |